# Liriomyza endiviae
Liriomyza endiviae este o specie de muște din genul Liriomyza, familia Agromyzidae, descrisă de Erich Martin Hering în anul 1955. Conform Catalogue of Life specia Liriomyza endiviae nu are subspecii cunoscute.